# David Kirk
Pour les articles homonymes, voir Kirk.
Pas d'image ? Cliquez ici

a Compétitions nationales et continentales officielles uniquement.

b Matchs officiels uniquement.
Dernière mise à jour le 16 mai 2011.
David Kirk, né le 5 octobre 1960 à Wellington (Nouvelle-Zélande), est un joueur international néo-zélandais de rugby à XV, évoluant au poste de demi de mêlée.
Sélectionné à 17 reprises pour 6 essais, il est champion du monde en 1987.

## Biographie
David Kirk joue dans le championnat des provinces avec Otago puis avec Auckland. Après une controverse à propos de sa retraite tardive de la tournée non autorisée des Cavaliers néo-zélandais en Afrique du Sud, il hérite du poste de demi de mêlée lorsque le titulaire du poste Jock Hobbs victime de commotion cérébrale récurrente doit quitter l'équipe des Blacks avant la première Coupe du monde. Il hérite ensuite du rôle de capitaine lorsque Andy Dalton se blesse lors du premier match. Celui-ci se voit ensuite préférer son jeune remplaçant Sean Fitzpatrick et David Kirk conserve son titre de capitaine. Il devient ainsi le premier capitaine à remporter la Coupe du monde. Il s'illustre lors de la finale en inscrivant le deuxième essai néo-zélandais.
Il conduit ensuite les All Blacks lors de la victoire en Bledisloe Cup à Sydney contre les Wallabies. Mais il se blesse au tendons lors de ce match. En 1987, il arrête sa carrière à l'âge de 27 ans et est fait membre de l'ordre de l'Empire britannique (MBE) pour ses services rendus au rugby. La même année il obtient une bourse d'études à l'université d'Oxford en Angleterre.
Le 22 mai 1988, il joue avec les Barbarians français contre l'Irlande à La Rochelle. Ce match célèbre le jubilé de Jean-Pierre Elissalde, les Baa-Baas l'emportent 41 à 26. Le 1er novembre 1988, il est de nouveau sélectionné avec les Barbarians français pour jouer les Māori de Nouvelle-Zélande à Bordeaux. Il est capitaine de l'équipe lors de ce match. Les Baa-Baas s'inclinent 14 à 31.
Revenu en Nouvelle-Zélande, il a entraîné l'équipe de Wellington dans le championnat NPC en 1993 et 1994. Il est également commentateur sportif, travaille également comme consultant en management pour McKinsey & Company et dirige le groupe de presse Fairfax Media de 7 000 salariés à Sydney de 2005 à 2008,.

## Palmarès

### En province
- Vainqueur du National Provincial Championship en 1985 et 1987 avec Auckland.

### En équipe nationale
- Vainqueur de la Coupe du monde en 1987 avec l'équipe de Nouvelle-Zélande.

## Statistiques internationales
De 1985 à 1987, David Kirk compte 17 sélections avec les All Blacks, inscrivant 24 points. Avec les Kiwis, il dispute une Coupe du monde en 1987.